# Berga (Barcellona)

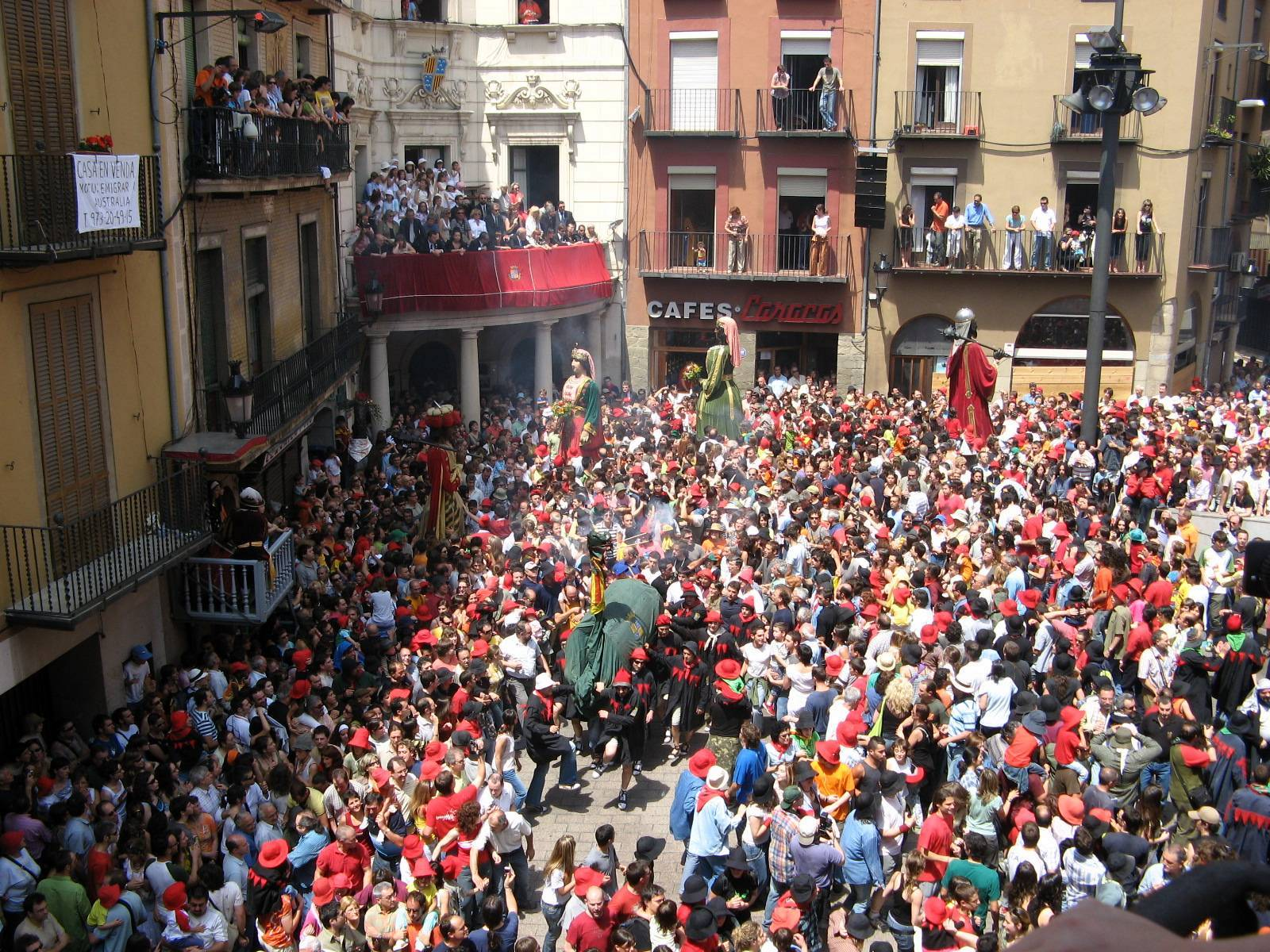
La Festa del Patum di Berga

Berga è un comune spagnolo di 17 160 abitanti situato nella comunità autonoma della Catalogna, e capoluogo della comarca del Berguedà.
Il 3 luglio 2010, con la partecipazione di Richard Stallman, è stata inaugurata via del Software Libero, la prima via al mondo intitolata al software libero.